# مقلية برازية
مقلية برازية (الاسم العلمي: Alcaligenes faecalis) هي نوع من البكتيريا، سلبية الغرام، تتبع المقلية.